# Макмален (Алабама)
Макмален (енгл. McMullen) град је у америчкој савезној држави Алабама. По попису становништва из 2010. у њему је живело 10 становника.

## Демографија
Према попису становништва из 2010. у граду је живело 10 становника, што је 56 (84,8%) становника мање него 2000. године.
| Група             | 2000.       | 2010.     |
| Белци             | 0 (0,0%)    | 1 (10,0%) |
| Афроамериканци    | 66 (100,0%) | 6 (60,0%) |
| Азијати           | 0 (0,0%)    | 0 (0,0%)  |
| Хиспаноамериканци | 0 (0,0%)    | 3 (30,0%) |
| Укупно            | 66          | 10        |